# Wolfgang Zerer
Wolfgang Zerer (Passavia, 1961) è un organista e clavicembalista tedesco.

## Biografia
Fin da giovanissimo si avvicina allo studio dell'organo, frequentando la Cattedrale della sua città. Nel 1980 si trasferisce a Vienna, presso il Collegio Musicale di Vienna, studiando organo sotto la guida di Michael Radulescu, direzione d'orchestra con Karl Österreicher e clavicembalo con Gordon Murray. In seguito diviene allievo di Ton Koopman, ad Amsterdam, e perfeziona per due anni lo studio del clavicembalo. A Stoccarda studia ancora organo e musica sacra con Ludger Lohmann.
Si dedica all'insegnamento, prima a Stoccarda e a Vienna, poi dal 1989 ad Amburgo; dal 1995 è docente presso il Conservatorio di Groninga e dal 2006 insegnante d'organo nella Schola Cantorum Basiliensis. Nello stesso tempo, svolge l'attività concertistica in numerosi paesi.
Pubblica anche registrazioni di brani per organo di diversi compositori di musica barocca, da Johann Sebastian Bach a Matthias Weckmann.

## Discografia
- 1999 - Bach: Organ works - Orgelbuchlein, BWV 599-644  (Hanssler Classics)
- 2000 - Bach: Organ works - Influences of Böhm & Buxtehude (Hanssler Classics)
- 2007 - J.S Bach: Orgelbuchlein, Bwv 599-644 (Hanssler Classics)
- 2009 - Weckmann: Organ Works, Vol. 1  (Naxos)
- 2009 - Weckmann: Organ Works, Vol. 2  (Naxos)
- 2009 - Giovanni Buonaventura Viviani: Capricci Armonici  (Arcana Records)